# تيكن تاغ تورنمنت 2
تيكن تاق تورنمنت 2 (بالإنجليزية: Tekken Tag Tournament)‏ ، هي الأصدار الثامن من سلسلة لعبة تيكن، رسمياً تم اطلاقها باليابان في 14 سبتمبر 2011 . وتم وصول تحديث للعبة بأسم Unlimited في يوم 27 مارس، 2012 . تم اطلاق النسخة الخاصة بالأجهزة المنزلية كالبلاي ستيشن 3 والأكس بوكس 360 في سبتمبر 2012 , مع اضافات للعبة مثل تيكن الأصدار الأول عام 1999 . اللعبة تضم كل اللاعبين من جميع اجزاء تيكن الماضية، مما اعطاها الأكثر عدداً في الشخصيات في تاريخ السلسلة، اللاعبين لديهم الحق في اختيار اللعب بفريق مكون من شخصيتين في كل طرف " Tag " أو من شخصية واحدة فقط " Solo " . تيكن تاق تورنمت 2 حققت بأيجابية تقييم متوسط بنقاط مابين 82-83% من كلا موقعي GameRankings و Metacritic للبلاي ستيشن 3 والأكس بوكس 360 والويي يو.

## طريقة اللعب
نسخة الأركيد تجمع جميع الشخصيات الـ41 القابلة للعب من تكن 6 (مع باندا لكنه الآن منفصل عن كوما كشخصية مستقلة) وجون كازما والدة جين كازما والتي كانت متواجدة في تكن 2 , وديفل كازويا من تكن الجزء الأول وقابل للعب إذا كتحول لكازويا الطبيعي إلى ديفل كازويا، وكان موجود مسبقاً في تكن تاق تورنمنت كشخصية غير قابلة للعب وهو الرئيس الأخير. وبعد فترة تم تحديث اللعبة ليصبح قابل للعب، أيضاً تم تقديم شخصية جديدة بأسم جي سي كأسم آخر للشخصية السابقة جوليا تشان.
نسخة الأجهزة المنزلية قدمت 59 شخصية قابلة للعب، من ضمنهم كونيمتسو، ميشيل تشانج «والدة جواليا تشانغ», وبروتوتايب جاك من تكن، وانجل والكس من تكن 2 , تايقر جاكسون وفورست لاو ود.بوسكونوفيتش، وانشينت اوقر «المعروف سابقاً بـ اوقر» من تكن 3 , وأيضاً ميهارو هيرانو من تكن 4 , فايلوت وكومبات، الذي تستطيع تعديل نمط لعبه من بعض الحركات المعينة المقتبسة من شخصيات آخرين، أيضاً تم تقديم نسخة آخرى من بوب كـ سَليم بوب من نهاية تكن 6 لشخصية بوب، ومساعد ليلي المسمى «سباستين» والذي أصبح قابل للعب بعد تحديث للعبة.
كغير العادة، بعض الشخصيات التي لاتتكلم بلغتهم الأم الآن تتكلم، من هذة الشخصيات " ليلي وسباستين يتكلمون الفرنسية، ايدي وكريسيتي البرتغالية، د.بوسكونافوفتيش يتكلم الروسية، ليو تتكلم الألمانية، ميغيل الأسبانية.

## القصة
على عكس ماحدث في تكن تاق تورنمت، فـ تكن تاق تورنمنت 2 تقدم قصة في حين كونها جزء جانبي، كمثل المرة السابقة القصة أقرب للدراما مما يعطي المعجبين الفرصة للعب بكل الشخصيات في السلسلة وتجربة نهاياتهم، باضافة الشخصيات التي تواجدت بشكل معين في جميع اجزاء سلسلة تكن مع شخصيات تكن 6 .
في طور «فايت لاب» فايلوت يعمل على نسخة جديدة من الآلي كومبوت، عندما انتهى العمل على كومبوت قام فايلوت باختبارات محاكاة وبعد انتهائها كومبوت انفجر ودمر المختبر، فايلوت قرر استخدام وظائف آخرى لاكمال التجربة وبعد خمس اختبارات قام فايلوت بأختطاف جين، كازويا وهيهاتشي لاختبار كومبوت النهائي، كان لدى كومبوت الضربة العليا " upper hand " الخاصة بالمشيما، وبعد فترة من المنافسة.. جين تحول إلى ديفل جين ودمر رأس كومبوت، ثم فايلوت قام بتفجير كومبوت وانهى سلاسلة المشيما ثم قال «احسنت» !